# Duka Zólyomi Norbert
Duka Zólyomi Norbert (Esztergom, 1908. július 10. – Pozsony, 1989. szeptember 21.) szlovákiai magyar politikus, orvostörténész.

## Élete
1925-ben érettségizett Pozsonyban. A pozsonyi tudományegyetemen szerzett jogi diplomát 1929-ben. 1929–1934 között az egyetem bölcsészeti karán francia és olasz nyelvet tanult. 1954-ben a pozsonyi konzervatóriumban zongora szakon, 1961-ben akkordeon szakon szerzett tanári oklevelet.
A két világháború között és a II. világháború alatt tevékeny közéleti és politikai szerepet vállalt. 1929-ben a Csehszlovákiai Magyar Akadémikusok Szövetségének elnöke, 1937–1938-ban a Csehszlovákiai Magyar Tudományos, Irodalmi és Művészeti Társaság főtitkára. Több lap (PMH, Magyar Hírlap, Magyar Néplap) állandó munkatársa volt. Elsősorban politikai és kisebbségvédelmi, ill. képzőművészeti témájú cikkeket írt. 
1927–1928-ban a pozsonyi olasz konzulátus titkára. 1934–1945 között ügyvéd volt. A II. világháború idején vállalt szerepéért 1946-ban letartóztatták és bebörtönözték. 1949–1953 között Nyitrabányán dolgozott bányászként. 1954–1956-ban a nyitrabányai, 1956–1957-ben a nagymegyeri zeneiskola, 1957–1969 között pedig a pozsonyi népművészeti központ tanára. 
Az 1960-as évektől főleg orvostörténettel foglalkozott. 1970-től a történelemtudomány kandidátusa, több nemzetközi szakmai társaság tagja. Ezután ismét bekapcsolódott a kulturális közéletbe (Csemadok, Liszt Ferenc Társaság, Szlovák Tudomány- és Technikatörténeti Társaság).
Fia Duka-Zólyomi Árpád (1941-2013) szlovákiai magyar fizikus, politikus, lánya Duka-Zólyomi Emese muzikológus.

## Művei
- 1938 Az asszimilálódás. In: Magyarok Csehszlovákiában 1918–1938
- 1942 Szórvány magyarok. In: A szlovákiai magyarok élete 1938–1942
- 1966 A nagyszombati orvostudományi kar hallgatói
- 1972 Zacharias Gottlieb Huszty Mitbegründer der modernen Sozialhygiene
- 1980 Balneologická bibliografia Slovenska 1850–1920
- 1985 A nagyszombati orvostudományi kar és történeti előzményei. In: Balla Kálmán (szerk.): Új Mindenes Gyűjtemény 4, 125-167.

## Külső hivatkozások
- Csehszlovákiai magyarok lexikona 1918-tól[halott link]
- csemadok.sk